# ストラテジック・バリュー・パートナーズ
ストラテジック・バリュー・パートナーズ(Strategic Value Partners LLC)は2001年に創設されたアメリカの投資ファンドである。通常省略して、SVPと呼ばれている。創設者はビクター・コスラ。メリルリンチの自己勘定投資グループを率いていた経験を持つ。現在コネチカット州グリニッジ、ロンドン、フランクフルト、ルクセンブルク、東京、香港、デリーの7カ所にオフィスを持ち、総勢200名の職員が勤務している。ヘッジファンドとプライベートエクイティファンドを運用し、グローバルに企業や不動産を含む実物資産へと投資を行う。